# Акоба (Оренбургская область)
Акоба — посёлок в Акбулакском районе Оренбургской области. Входит в состав Сагарчинского сельсовета.

## География
Посёлок находится на берегу реки Илек, на расстоянии 22 км к юго-востоку от посёлка Акбулак, административного центра района.

### Часовой пояс
Посёлок Акоба, как и вся Оренбургская область, находится в часовой зоне МСК+2. Смещение применяемого времени относительно UTC составляет +5:00.

## Население
| 2010 |
| ---- |
| 101  |

## Известные уроженцы
- Абдешев, Хайрулла (1925—1973) — советский военнослужащий, младший сержант. Полный кавалер ордена Славы.